# Permanent Hof van Arbitrage

Lidstaten van het Permanente Hof van Arbitrage
volgens het verdrag van 1907
volgens het verdrag van 1899
geen partij

Het Permanent Hof van Arbitrage (Engels: Permanent Court of Arbitration; Frans: Cour Permanente d'Arbitrage) is een internationale organisatie die in 1899 werd opgericht naar aanleiding van de internationale Vredesconferentie van Den Haag op initiatief van de Russische tsaar Nicolaas II. Dit Hof is sinds 1913 gevestigd in het Vredespaleis in Den Haag.
Het Hof heeft ook vestigingen in andere werelddelen: sinds 2009 op Mauritius, sinds 2013 in Argentinië en sinds 2019 in Singapore. Het Hof heeft een beleid van “gastlandovereenkomsten” (Host Country Agreements) met lidstaten om zijn geschillenbeslechtingsdiensten breder toegankelijk te maken. Door middel van dergelijke overeenkomsten stellen het gastland en het Hof een wettelijk kader vast voor het voeren van door het Hof beheerde procedures op het grondgebied van het gastland onder soortgelijke omstandigheden als die welke worden gegarandeerd door de eerste zetelovereenkomst met Nederland voor de vestiging in Den Haag. Dergelijke overeenkomsten (Host Country Agreements) zijn ook gesloten met Chili, Costa Rica, India, Mauritius, Singapore, Zuid-Afrika, Ierland en Paraguay.
Het Hof heeft als doel arbitrage als conflictoplossing van internationale geschillen te faciliteren. Anders dan de naam suggereert is het zelf geen scheidsgerecht dat aan arbitrage doet, maar bestaat het Hof uit een lijst van personen die door partijen bij het Verdrag voor de vreedzame regeling van de internationale geschillen tot leden van het Hof worden benoemd (maximaal vier arbiters per verdragspartij) en waaruit in het geval van een geschil een keuze gemaakt kan worden.
De oprichting van het Hof was de eerste stap tot institutionalisering van de oplossing van geschillen door vreedzame middelen. Het Hof faciliteert niet alleen arbitrale geschilbeslechting tussen staten, maar ook staten en andere partijen, waaronder intergouvernementele organisaties en private partijen.

## Vestigingen
De organisatie is gevestigd in het Vredespaleis aan het Carnegieplein in Den Haag en bedient zich zowel van de Engelse naam Permanent Court of Arbitration, afgekort tot PCA, als de Franse naam Cour Permanente d'Arbitrage, afgekort tot CPA.

### Den Haag

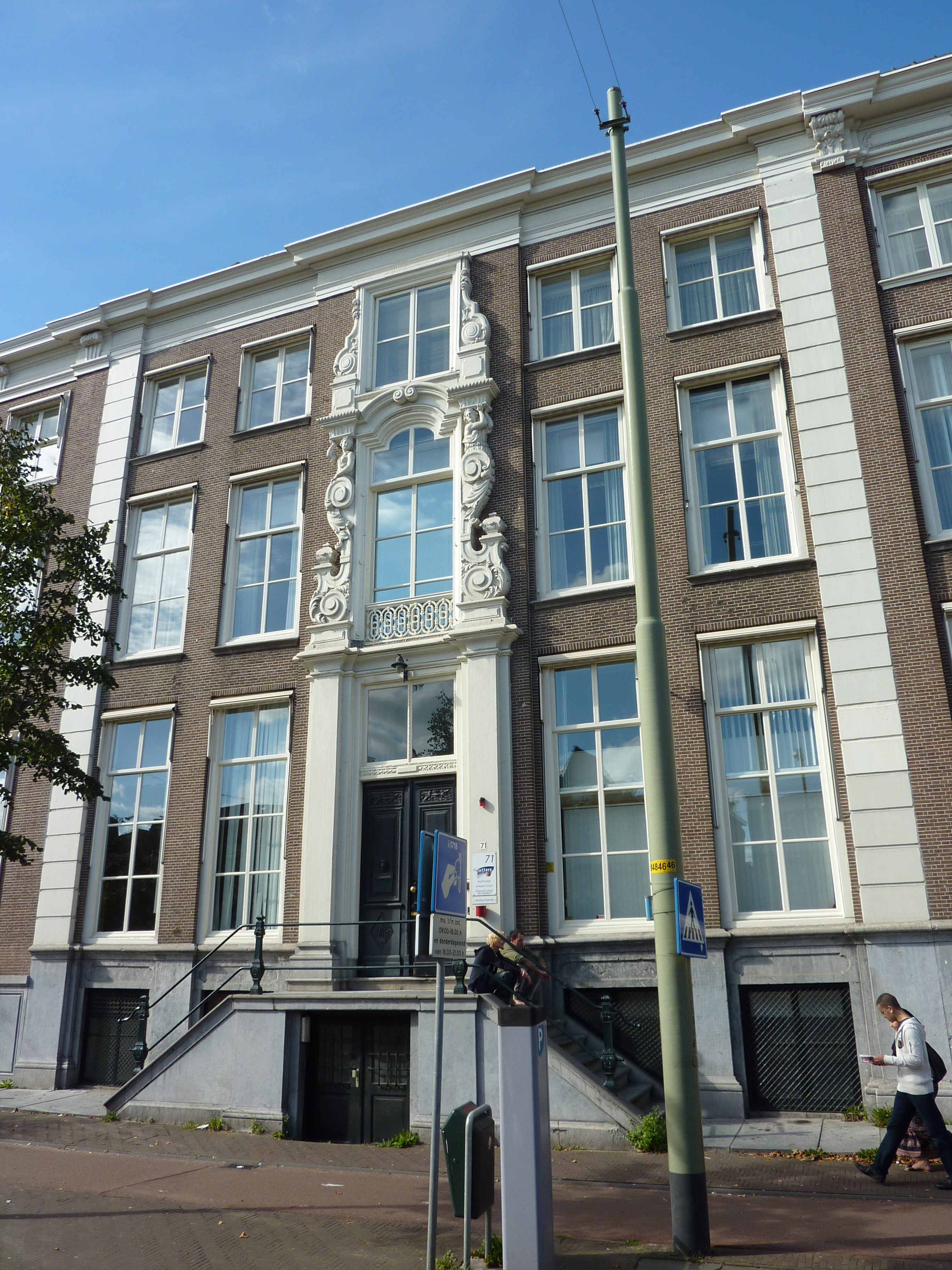
Prinsegracht 71 in Den Haag, tussen 1901 en 1913 zetel van het Permanent Hof van Arbitrage

In 1901 werd het Hof gevestigd aan de Prinsegracht 71 te Den Haag. Er was toen niet meer dan een secretariaat en een lijst van beschikbare arbiters uit de aangesloten staten. Landen die om arbitrage vroegen, konden uit die lijst elk een arbiter kiezen, deze beiden moesten het vervolgens eens worden over de keuze van een voorzitter. In 1907 kwam de Convention for the Pacific Settlement of International Disputes tot stand, een voortzetting van het verdrag uit 1899, die de volkenrechtelijke grondslag werd voor het Hof.
Het Hof is sinds 1913 gevestigd in het Vredespaleis, dat speciaal werd gebouwd als huisvesting voor het Permanent Hof van Arbitrage alsmede voor een bijbehorende bibliotheek. De Amerikaanse ondernemer en filantroop Andrew Carnegie maakte de bouw mogelijk door een schenking van 1,5 miljoen dollar in 1903.

### Mauritius
Sinds 2009 beschikt het Hof over een vestiging te Mauritius. In 2019 werd aangekondigd dat die zou verhuizen naar Port Louis op het eiland.

### Singapore
De vestiging te Singapore bevindt zich in de Maxwell Chambers Suites, waar het is gehuisvest naast andere internationale instellingen voor geschillenbeslechting, waaronder het Singapore International
Arbitragecentrum (SIAC) en het Internationaal Arbitragehof van de Internationale Kamer van Commerce (ICC Court). Het PCA kantoor in Singapore is opgericht om te voorzien in de groeiende geschillenbeslechtingsbehoeften van staten en bedrijven in Azië.

### Buenos Aires
In 2019 opende het Hof een nieuwe vestiging te Buenos Aires, Argentinië.

## Voorgeschiedenis
Gedurende de 19e eeuw was arbitrage gebruikt in enkele internationale geschillen, waaronder de Alabama-arbitrage tussen de Verenigde Staten van Amerika en het Verenigd Koninkrijk, die voortkwamen uit de Amerikaanse Burgeroorlog, maar deze waren op ad-hocbasis georganiseerd met betrekking tot op een bepaalde claim of reeks claims.
Het opstellen van het Verdrag van 1899 werd de eerste keer dat het proces systematisch zou worden georganiseerd via een algemeen, multilateraal verdrag.

## Jurisdictie en werkwijze
Het Verdrag voor de vreedzame beslechting van internationale geschillen kent zelf geen dwingende arbitrageregeling. Daardoor zullen de partijen onderling afspraken moeten maken wanneer zij een geschil via arbitrage willen oplossen. Dit kan op twee manieren. Ten eerste kunnen de partijen, na het ontstaan van een geschil over internationaal recht, besluiten bij verdrag (ook wel 'compromis') een tribunaal op te richten die het geschil moet beslechten. Bijvoorbeeld het geschil tussen België en Nederland over de aanleg van een spoorlijn (de IJzeren Rijn). Ten tweede kan bij het sluiten van een verdrag reeds besloten worden dat toekomstige geschillen via arbitrage opgelost zullen worden. Zo bevatte de Entente Cordiale tussen Frankrijk en het Verenigd Koninkrijk een arbitrageregeling. En ook het VN-zeerechtverdrag kent bepalingen voor arbitrale geschilbeslechting.
Het Permanent Hof van Arbitrage heeft zelf echter geen rechtsmacht een geschil te beslechten. Het Hof heeft inhoudelijk geen bemoeienis met de beslissingen van de arbiters die aan een zaak zijn toegewezen. Het Hof fungeert slechts als griffie en biedt administratieve ondersteuning aan partijen die een geschil via arbitrage willen oplossen. Arbitragetribunalen worden ad hoc opgericht onder de auspiciën van het Hof en zijn bevoegd in één concreet geschil. De samenstelling van de tribunalen verschilt qua leden en qua aantal per zaak. Gebruikelijk is echter een tribunaal dat bestaat uit een oneven aantal leden, meestal drie of vijf. Elke partij kiest dan een of twee arbiters en deze kiezen gezamenlijk een neutrale arbiter. Indien een van de partijen geen arbiter aanwijst, of indien er geen overeenstemming over de neutrale arbiter is, wordt die keuze soms overgelaten aan de voorzitter van een internationaal tribunaal, zoals de Secretaris-Generaal van het Permanent Hof van Arbitrage (PCA) of de President van het IGH. Het tribunaal heeft alleen die bevoegdheden die de partijen aan het tribunaal hebben toegekend en zullen meestal vervat zijn in het verdrag of compromis.

## Zaken waarbij het Permanent Hof van Arbitrage betrokken was
(geen uitputtende opsomming)
- 1902, Verenigde Staten t. Mexico inzake een Californische kerkschat (dit was de eerste casus bij het Permanent Hof van Arbitrage)
- 1914, Nederland t. Portugal inzake een grensgeschil op Timor
- 2005, België t. Nederland inzake de IJzeren Rijn
- 2007, Guyana t. Suriname inzake een geschil over de maritieme grens
- 2014, Yukos Universal-aandeelhouders t. Rusland inzake schendingen van het energiehandvestverdrag
- 2016, China t. Filipijnen inzake de claim van China van de Spratly-eilanden in de Zuid-Chinese Zee